# Kabeltester

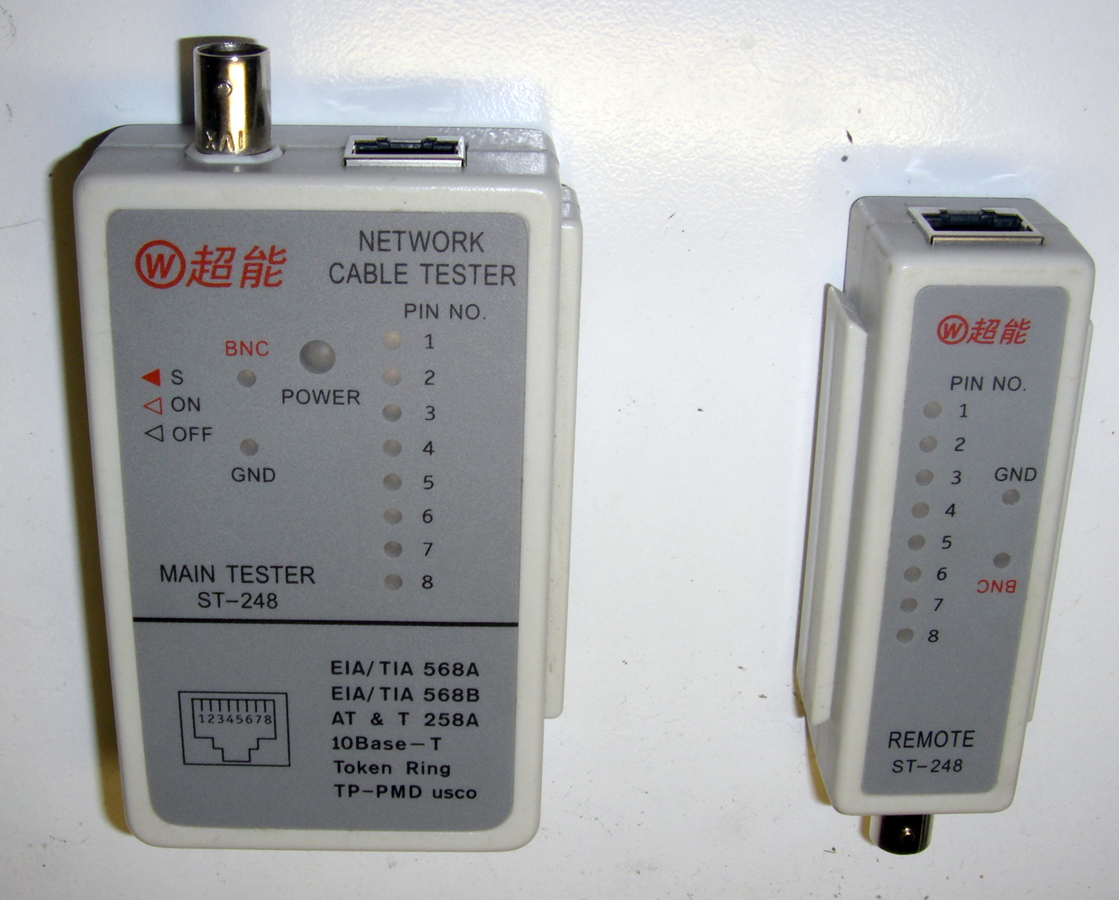
Kabeltester voor netwerkkabels

Een kabeltester is een elektrisch of elektronisch apparaat om de correcte werking van een kabel te kunnen controleren en eventueel vast te stellen wat het probleem is als de kabel niet goed functioneert.
Er zijn vooral kabeltesters voor netwerkkabels, maar er zijn ook testers om de werking van elektriciteitsleidingen of analoge telefoonkabels testen.
De hiernaast afgebeelde kabeltester bestaat uit twee delen die aan de beide uiteinden van een netwerkkabel worden aangesloten. Met lampjes wordt aangegeven of alle aders correct doorverbonden zijn.